# Daniele De Rossi
Daniele De Rossi (født 24. juli 1983 i Rom er en italiensk fodboldspiller. Han er midtbanespiller for argentinske Boca Juniors. Han havde indtil 2019 spillet hele sin karriere i AS Roma og opnået 96 kampe på det italienske landshold.
De Rossi er et produkt af ungdomssystemet i AS Roma (hvor Danieles far, den tidligere Roma-spiller Alberto De Rossi er træner). Han debuterede på førsteholdet i oktober 2001. Han blev et rigtigt klubikon, der spillede i Roma, indtil kontrakten ikke blev forlænget, da han var 36 år. De Rossi blev viceanfører for Roma-legenden Francesco Totti, senere anfører.
Efter stoppet i Roma fik De Rossi kontrakt med argentinske Boca Juniors.
De Rossi var med på Italiens hold som fik bronzemedaljerne under OL 2004 i Athen, hvor han scorede et enkelt mål i indledende runde mod Japan, og han spillede for Italien under VM 2006 i Tyskland, da Italien vandt finalen over Frankrig.
I gruppespilskampen mod USA i VM 2006 blev De Rossi udvist for at have slået albuen i ansigtet på Fulham-spidsen Brian McBride. Efter hændelsen beklagede De Rossi sig overfor McBride.
De Rossi var også med ved VM-slutrunderne i 2010 og 2014. Han scorede det italienske mål i 1-1-kampen mod Paraguay ved VM 2010. I alt nåede han 117 A-landskampe, hvor han scorede 21 mål.